# Elektronový mikroskop

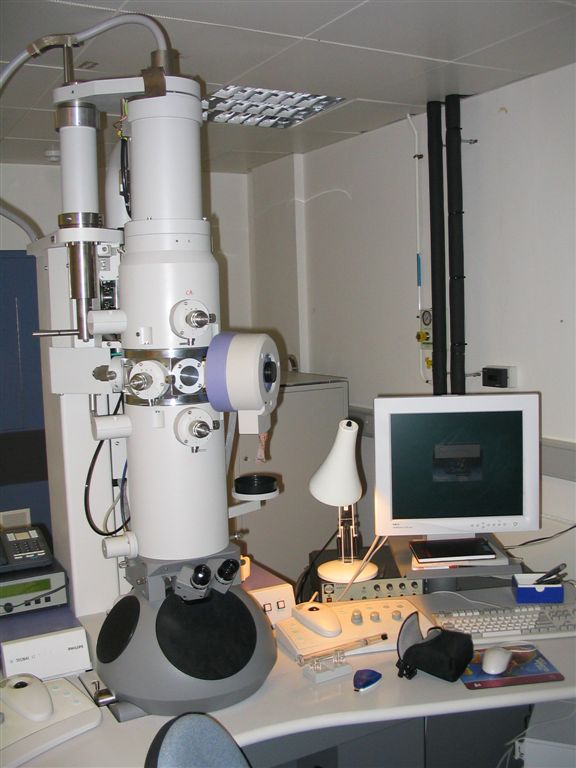
Transmisní elektronový mikroskop (TEM)

Elektronový mikroskop je obdoba světelného mikroskopu, ve kterém jsou ale fotony nahrazeny elektrony a skleněné čočky elektromagnetickými čočkami. Elektromagnetická čočka je v podstatě cívka, která vytváří vhodně tvarované magnetické pole. Jedním ze základních parametrů všech mikroskopů je jejich mezní rozlišovací schopnost. Protože mezní rozlišovací schopnost je úměrná vlnové délce použitého záření a elektrony mají podstatně kratší vlnovou délku (viz vlnové vlastnosti elektronu) než má viditelné světlo, má elektronový mikroskop mnohem vyšší rozlišovací schopnost a může tak dosáhnout mnohem vyššího efektivního zvětšení (až 1 000 000:1) než světelný mikroskop.
Mezi největší výrobce a exportéry elektronových mikroskopů na světě patří Česko, zejména brněnské firmy Thermo Fisher Scientific, Tescan, Delong Instruments a Ústav přístrojové techniky AV ČR pokrývají asi třetinu světové produkce elektronových mikroskopů.

## Typy
- transmisní elektronový mikroskop (TEM) – zobrazení vnitřní struktury vzorku pomocí prošlých elektronů (TE). Urychlovací napětí elektronů je 100–400 kV. První TEM vynalezl a zkonstruoval Ernst Ruska v roce 1931 a v roce 1986 získal za svůj objev Nobelovu cenu. TEM byl první komerčně vyráběný typ elektronového mikroskopu. Lze se setkat i s názvem prozařovací elektronový mikroskop. Slovo „transmisní“ v názvu je odvozeno z toho, že elektrony procházejí skrz vzorek a až pak jsou detekovány. Z toho plyne, že a) urychlovací napětí musí být dostatečně vysoké (srovnej se SEM), aby elektrony měly dostatečnou energii na průchod vzorkem a b) je nutné používat velmi tenké vzorky (10–500 nm).
- rastrovací elektronový mikroskop (SEM) – zobrazení povrchu vzorku nejčastěji pomocí sekundárních elektronů (SE) a/nebo zpětně odražených elektronů (BSE). Urychlovací napětí elektronů je nejčastěji 0,1–30 kV. První SEM byl zkonstruován V. K. Zvorykinem a kol. v roce 1942. Lze se setkat i s názvy řádkovací nebo skenovací elektronový mikroskop. Slovo „rastrovací“ v názvu je odvozeno z toho, že elektronový svazek se pohybuje po vzorku v řádkovém rastru a výsledný obraz se vytváří postupným skenováním. Jednoduchá příprava vzorků a snadná interpretace obrazu (na rozdíl od TEM) činí SEM velmi populárním a rozšířeným.

Výše uvedené rozdělení na dva základní typy je sice názorné, představuje ale v jistém smyslu zjednodušení. Celkem běžně se lze setkat např. s rastrovacím TEM (tzv. STEM) nebo detektorem prošlých elektronů instalovaným na SEM.

## Detektory SEM
- SE detektor – detektor sekundárních elektronů.
- BSE detektor – detektor zpětně odražených elektronů.
- TE detektor – detektor prošlých elektronů.
- EDS / WDS- detekce charakteristického RTG záření, používá se pro analýzu chemického složení vzorků. Metoda dokáže zjistit jaké prvky a v jakém množství se nacházejí ve vzorku.
- EBSD – difrakce zpětně odražených elektronů, používá se pro krystalografickou analýzu vzorků. Metoda dokáže přesně zjistit orientaci krystalové mřížky ve studovaném vzorku.
- CL detektor – detektor katodoluminiscence, tedy světla (ultrafialového-viditelného-infračerveného) emitovaného ze vzorku

## Rozlišovací schopnost

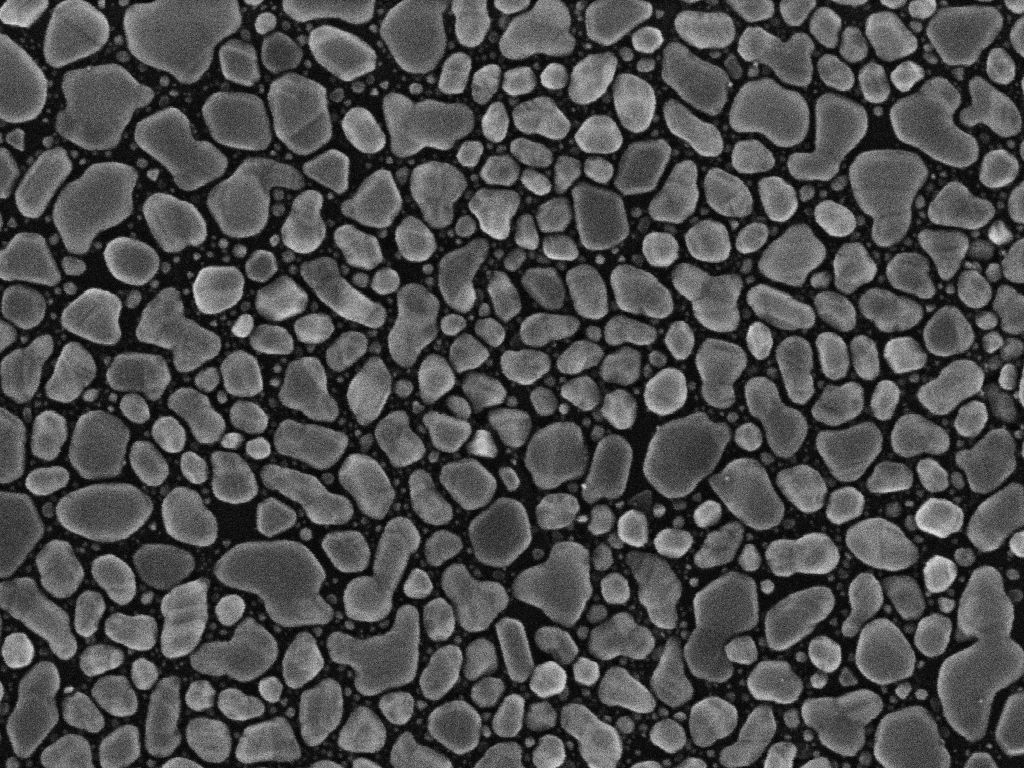
Zlato na uhlíkovém vzorku

Rozlišení je mnohem důležitějším parametrem mikroskopu než jeho zvětšení. Pokud mikroskop nemá dostatečnou rozlišovací schopnost, nevede pouhé zvětšování k další informaci. Rozlišení vždy závisí na nastavení mikroskopu (např. urychlovacím napětí) a detekovaném signálu (např. SE). Je proto vhodné vždy uvést, za jakých podmínek bylo rozlišení dosaženo. Rozlišovací schopnost se demonstruje pomocí vhodných preparátů. U SEM je to nejčastěji zlato na uhlíkové podložce. Zlato a uhlík jsou voleny záměrně pro dosažení maximálního kontrastu obrazu způsobeného značným rozdílem v atomových číslech jednotlivých prvků. Následující obrázek byl vytvořen při urychlovacím napětí 15 kV a zvětšení 300 000×. Dosažené rozlišení je přibližně 1,2 nm. Nejmodernější přístroje dnešní doby jsou schopny dosáhnout rozlišení i pod 0,5 nm ale za cenu jistých omezení, např. vzorky musejí být velmi malé.
U TEM se rozlišení demonstruje například pomocí tenké fólie vhodně orientovaného krystalu křemíku. Rozlišení TEM s urychlovacím napětím 200 kV se pohybuje okolo 0,2 nm v závislosti na pracovním módu a použitém detektoru. To je hodnota zhruba o řád lepší než pro SEM.

## Využití

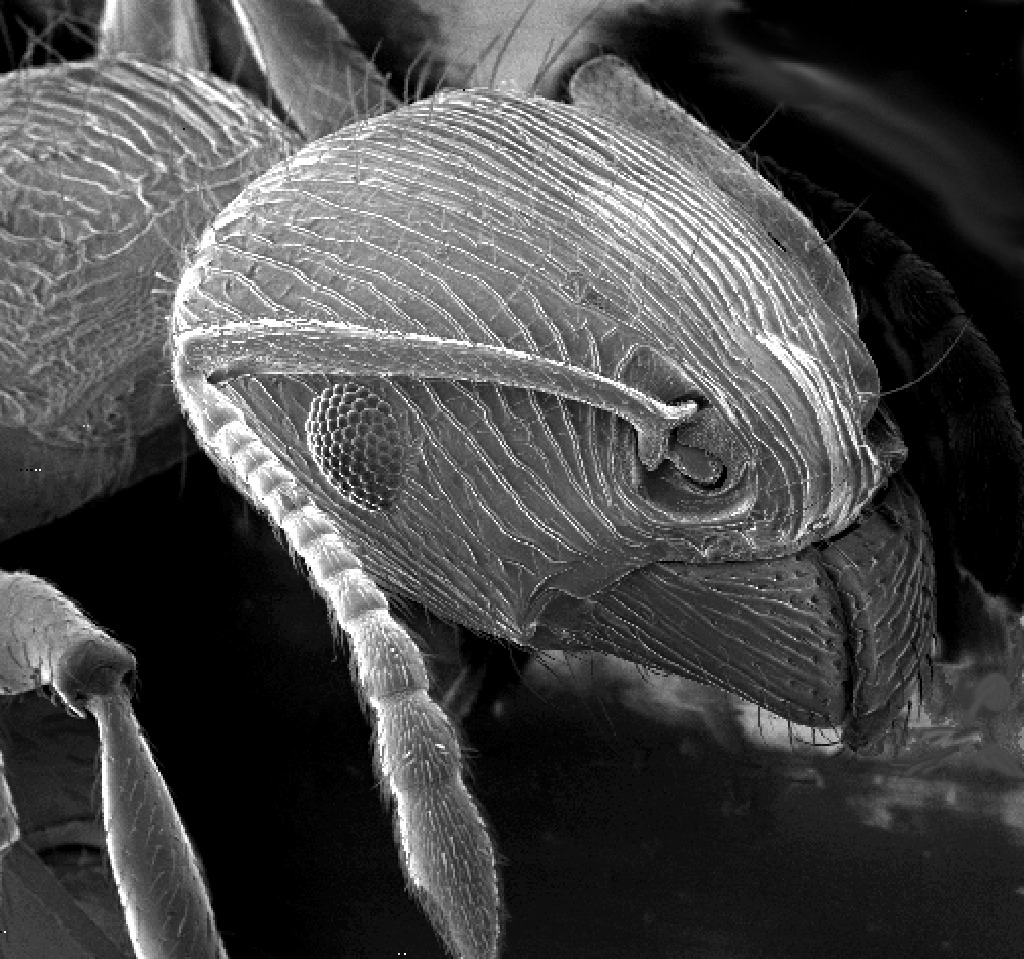
hlava mravence v SEM

Elektronové mikroskopy patří mezi nejvšestrannější přístroje pro pohled do mikrosvěta. Využívají se v mnoha oblastech, jako například v materiálovém výzkumu nebo biologických aplikacích. Mohou poskytnout komplexní informaci o mikrostruktuře, chemickém složení a o mnoha dalších vlastnostech zkoumaného vzorku. Rastrovací elektronové mikroskopy se využívají pro zobrazení a analýzu povrchů téměř libovolně velkých vzorků (je-li dostatečně velká vakuová komora pro jejich umístění). Transmisní elektronové mikroskopy nacházejí využití při pozorování a analýze vnitřní struktury vzorku a pro zobrazení jednotlivých atomů. Nutnou podmínkou pro použití TEM je, že vzorek musí být dostatečně tenký (10–500 nm) aby jím svazek elektronů prošel. Zjednodušeně lze říci, že TEM vidí více než SEM, ale za cenu složitější přípravy vzorků a obtížnější interpretace získaných snímků.